# LTE Advanced Pro
LTE Advanced Pro (також відомий як 4.5G, 4.5G Pro, або Pre-5G) — це еволюційне оновлення мобільної мережі LTE-Advanced, яке було стандартизоване 3GPP починаючи з версії Release 13 (березень 2016 року). LTE Advanced Pro служить проміжною технологією між LTE та 5G NR (New Radio), забезпечуючи значне покращення швидкості, ефективності та функціональності мобільного зв’язку.

## Історія та розробка
LTE Advanced Pro був офіційно представлений організацією 3GPP у 2015 році як наступний крок у розвитку мереж LTE. Його впровадження почалося з Release 13 і продовжувалося в Release 14 та 15, які поступово включали елементи архітектури 5G. Основною метою LTE Advanced Pro є зниження розриву між 4G LTE та майбутніми мережами п’ятого покоління (5G), надаючи операторам змогу впроваджувати нові сервіси ще до повної реалізації 5G.

## Основні характеристики
LTE Advanced Pro містить низку важливих удосконалень порівняно з LTE-Advanced, серед яких:
- Агрегація до 32 несучих частот (Carrier Aggregation), що дозволяє досягати теоретичних швидкостей понад 3 Гбіт/с.
- Підтримка MIMO до 8x8 на прийом і до 4x4 на передачу.
- Licensed Assisted Access (LAA) – використання неліцензованого спектру (наприклад, 5 ГГц) спільно з ліцензованим.
- Enhanced Uplink (eUL) – покращення швидкості та ефективності зворотного каналу.
- Narrowband IoT (NB-IoT) і LTE-M (eMTC) – оптимізовані рішення для підключення пристроїв Інтернету речей (IoT).
- Device-to-Device (D2D) зв’язок (включаючи Proximity Services, або ProSe).
- Vehicle-to-Everything (V2X) – зв’язок транспортних засобів з інфраструктурою та іншими учасниками дорожнього руху.
- Lower latency – зменшення затримки до 10 мс і менше, що є критичним для нових сервісів.

## Архітектурні зміни
LTE Advanced Pro інтегрує нові функції на рівні мережевої архітектури, зокрема:
- Підтримка Cloud RAN (C-RAN) та віртуалізації функцій мережі (NFV).
- Основи для dual connectivity з 5G NR у Non-Standalone (NSA) режимі.
- Мережеве зрізування (Network Slicing) – поділ мережі на логічні сегменти з різною якістю обслуговування.

## Взаємодія з 5G
LTE Advanced Pro тісно пов’язаний із розвитком 5G:
- Багато функцій LTE Advanced Pro були перенесені або адаптовані для 5G.
- Release 15 став першим стандартом, який включав 5G NR у режимі NSA, з опорою на ядро LTE.
- LTE Advanced Pro дозволив операторам почати запуск нових сервісів (наприклад, масовий IoT або V2X) ще до повноцінного впровадження 5G.

## Комерційне впровадження
Багато провайдерів мобільного зв’язку почали впроваджувати LTE Advanced Pro починаючи з 2016–2017 років, під різними маркетинговими назвами, як-от:
- 4.5G (Huawei, ZTE)
- 4.5G Pro / Turbo LTE (в деяких мережах Європи)
- LTE+, LTE-A Pro – у Північній Америці та Азії

Устаткування від таких виробників, як Ericsson, Nokia, Huawei, ZTE, підтримує LTE Advanced Pro як оновлення існуючих базових станцій.

## Технічні характеристики
| Параметр                         | LTE Advanced Pro       |
| -------------------------------- | ---------------------- |
| Швидкість завантаження           | до 3–4 Гбіт/с          |
| Швидкість передачі               | до 1–1.5 Гбіт/с        |
| Кількість несучих                | до 32                  |
| MIMO                             | до 8x8                 |
| Затримка                         | ~10 мс (можливо нижче) |
| IoT підтримка                    | NB-IoT, eMTC           |
| Робота в неліцензованому спектрі | Так (LAA, eLAA)        |